# ジエゴ・サントス・ガマ・カミーロ
ビロ＝ビロ（Biro-Biro）ことジエゴ・サントス・ガマ・カミーロ（ポルトガル語: Diego Santos Gama Camilo、1994年11月22日 - ）は、ブラジルのサッカー選手。ポジションはFW。

## クラブ歴
ノヴァ・イグアスFCの下部組織出身で、2012年に期限付き移籍先のフルミネンセFCでカンピオナート・ブラジレイロ・セリエAに出場し選手初出場を記録した。翌年夏にフルミネンシに完全移籍した。2015年にAAポンチ・プレッタに期限付き移籍。
2016年に中国サッカー・甲級リーグの上海申鑫足球倶楽部に完全移籍。初年度は18得点を記録し、得点ランキング3位につけた。
2019年にサンパウロFCに移籍し、その後ボタフォゴFRに在籍した。